# Bahamia
Genre
Bahamia est un genre d'insectes diptères de la famille des Asteiidae.

## Liste d'espèces
Selon Catalogue of Life (18 août 2013) :
- Bahamia longiceps